# Jo Coenen

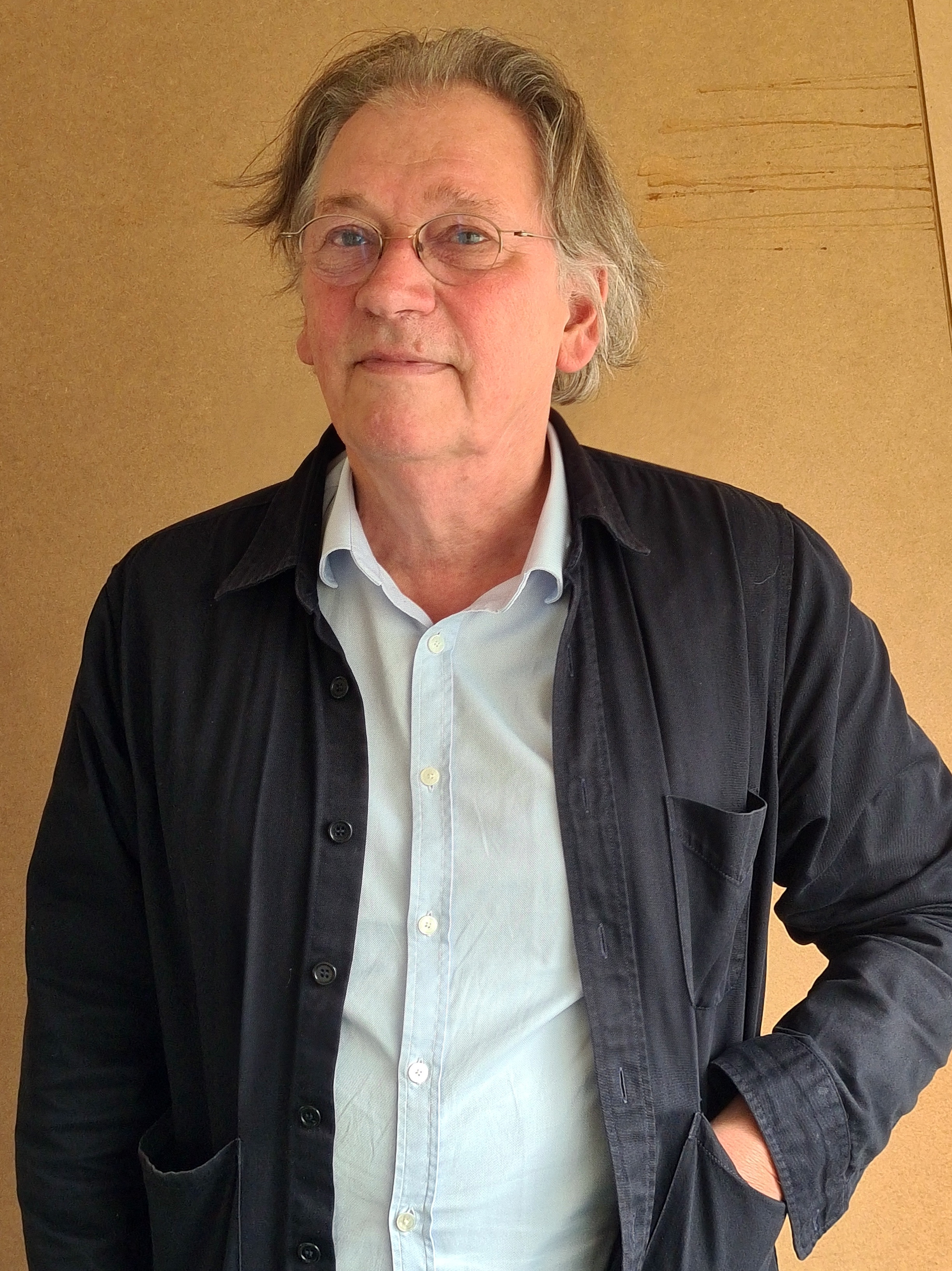
Jo Coenen (2022)

Jo Coenen (* 30. September 1949 in Heerlen) ist ein niederländischer Architekt, Städteplaner und Hochschullehrer.

## Leben und Werk

### Architektur
Zu Coenens Einflüssen gehören Luigi Snozzi und James Stirling, bei denen er ab 1977 studierte. Bevor er sich selbständig machte, arbeitete er 1979 kurze Zeit im Architekturbüro von Aldo van Eyck & Theo Bosch in Amsterdam. 1979 eröffnete er sein eigenes Architekturbüro in Eindhoven. Zunächst wickelte er einige kleinere Aufträge ab, dann plante er bereits die Bibliothek in Heerlen (1983–86) sowie das Rathaus in Delft (1984–86). Der Gewinn des Wettbewerbs für das Niederländische Architekturinstitut in Rotterdam 1988 bedeutete einen weiteren beruflichen Durchbruch (1993 fertiggestellt). 1997 nahm er an der Triennale von Mailand und der Biennale von São Paulo teil.
Seit 1987 hat er die Oberaufsicht über Stadtplanungen in Den Haag, Amsterdam, Maastricht, Eindhoven und Tilburg. Als Stadtplaner war er beispielsweise verantwortlich für die KNSM-Insel im östlichen Hafengebiet in Amsterdam (1988–89) sowie für die Vaillantlaan in Den Haag und das ehemalige Sphinx Céramique-Gelände in Maastricht (1987).
Von 2000 bis 2004 war Coenen Reichsbaumeister der Niederlande. 1995 gewann er den BNA-Kubus, eine Auszeichnung des Bundes Niederländischer Architekten (BNA). Er ist Ehrenmitglied des Bundes Deutscher Architekten. Er ist Geschäftsführer der Internationalen Bauausstellung, die von 2013 bis 2020 in der Parkstad Limburg durchgeführt wird.

### Hochschullehrer
Als Hochschullehrer war und ist er in den Niederlanden, Deutschland und der Schweiz tätig. Bereits im Jahr nach seinem Diplom wurde er 1976 Dozent an der Technischen Universität Eindhoven, zwei Jahre später an der Architekturakademie Maastricht. Von 1987 bis 1995 hatte er den Lehrstuhl für Gebäudelehre und Entwerfen an der Universität Karlsruhe. 1995 erhielt er eine Professur an der RWTH Aachen. Seit 2001 ist er Professor an der Technischen Universität Delft.

## Geplante und realisierte Objekte (Auswahl)
- 1990–2006 Vesteda-Turm, Eindhoven
- 1992 Artothek Breda, Breda
- 1995–1999 Centre Céramique, Maastricht
- 1996–2002 DOCK (Düsseldorf Office Center Kaistraße), Düsseldorf
- 2001–2007 Zentrale Öffentliche Bibliothek, Amsterdam

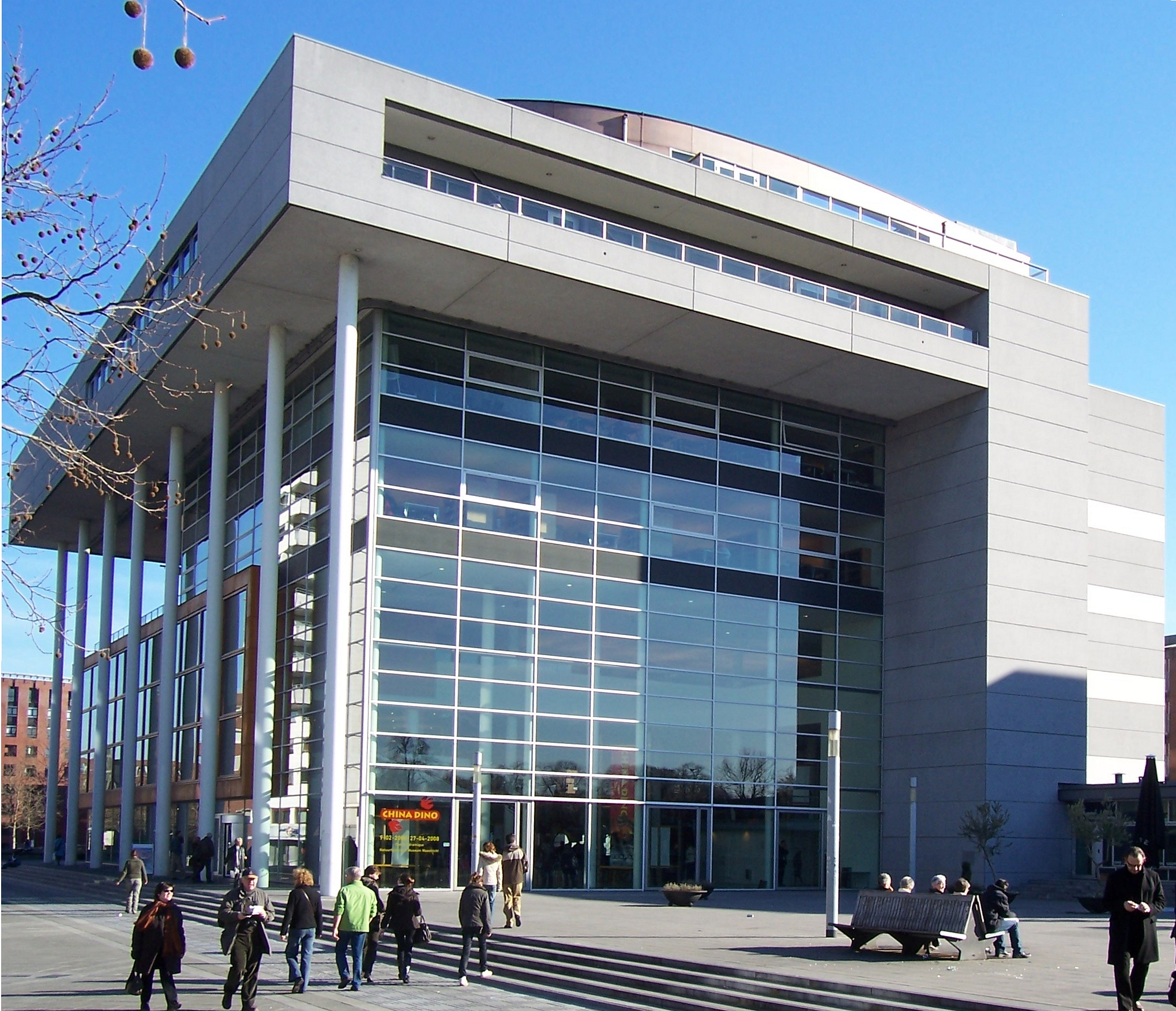
Centre Céramique, Maastricht
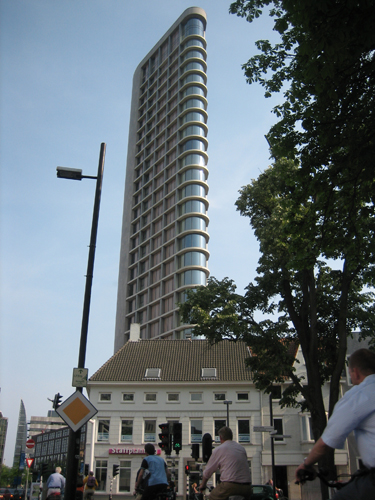
Vesteda-Turm, vom Vestdijk aus gesehen
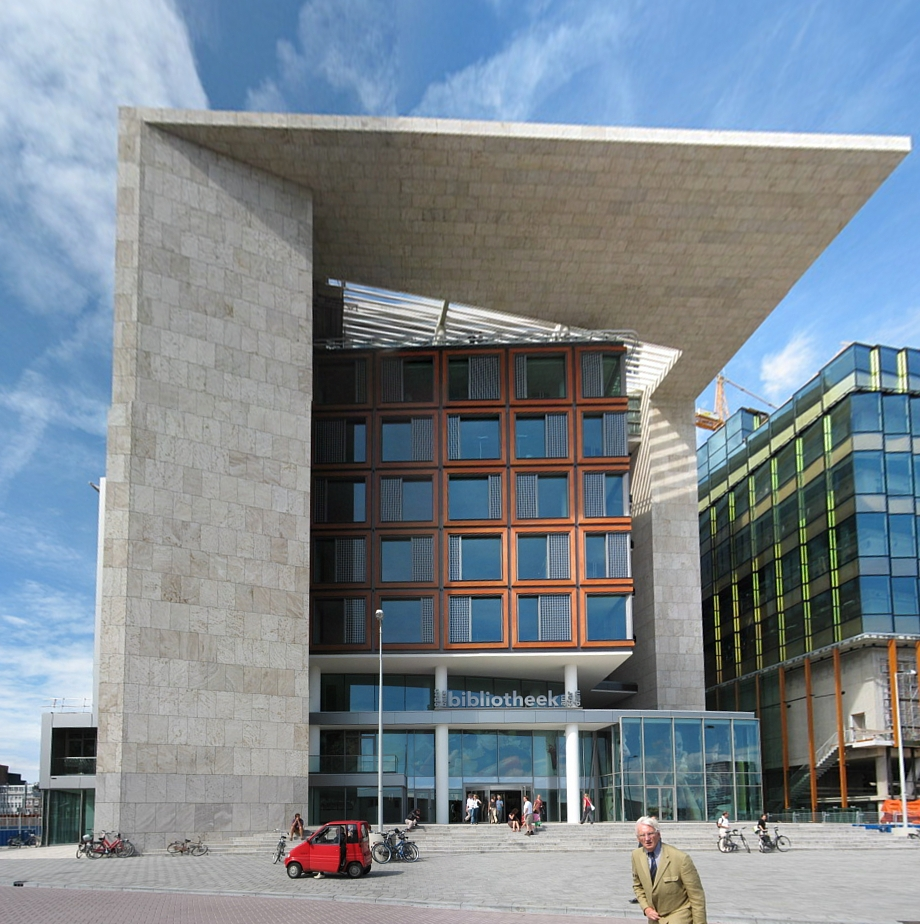
Öffentliche Bibliothek, Amsterdam
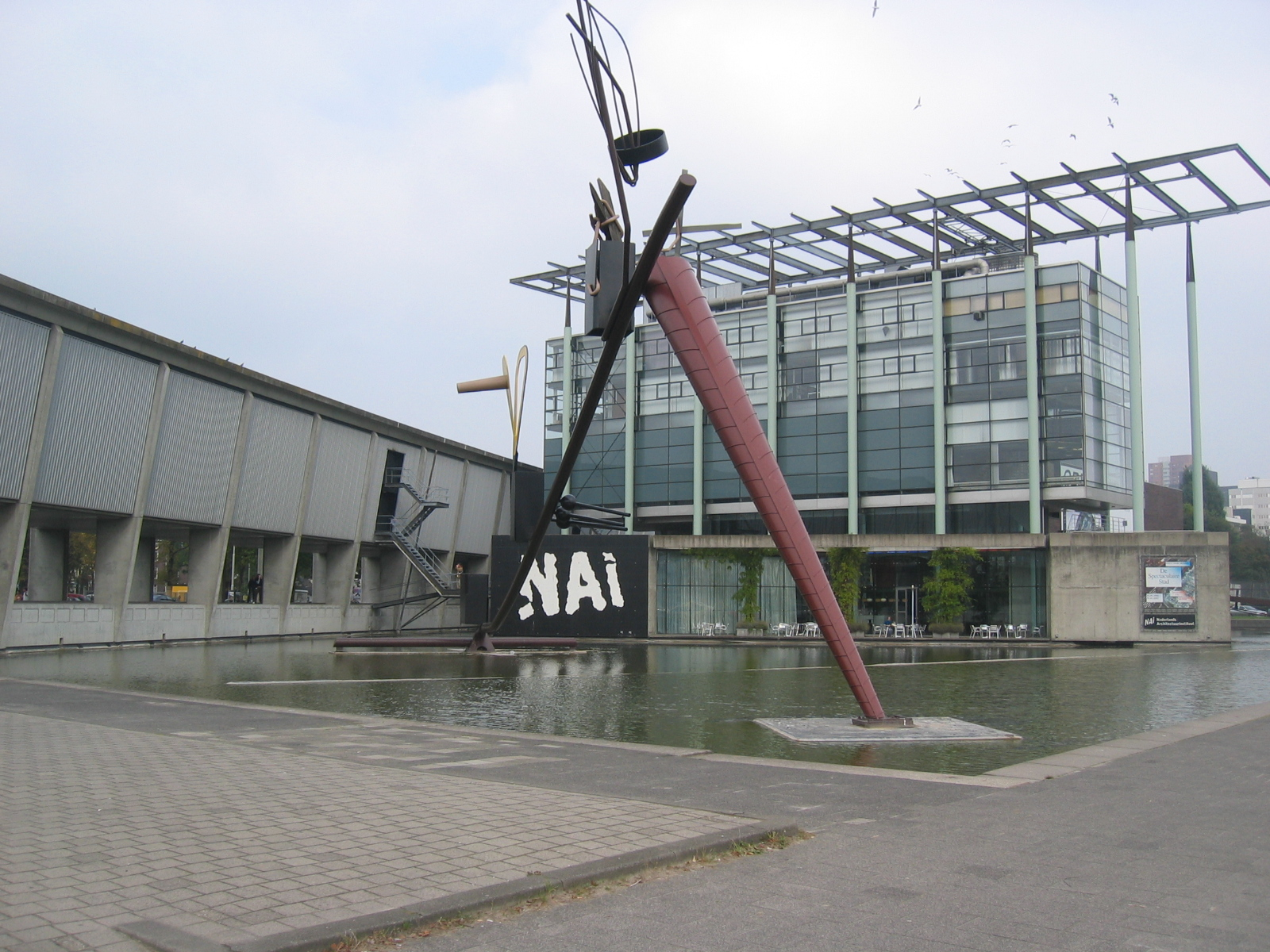
Niederländisches Architektur-Institut, Rotterdam
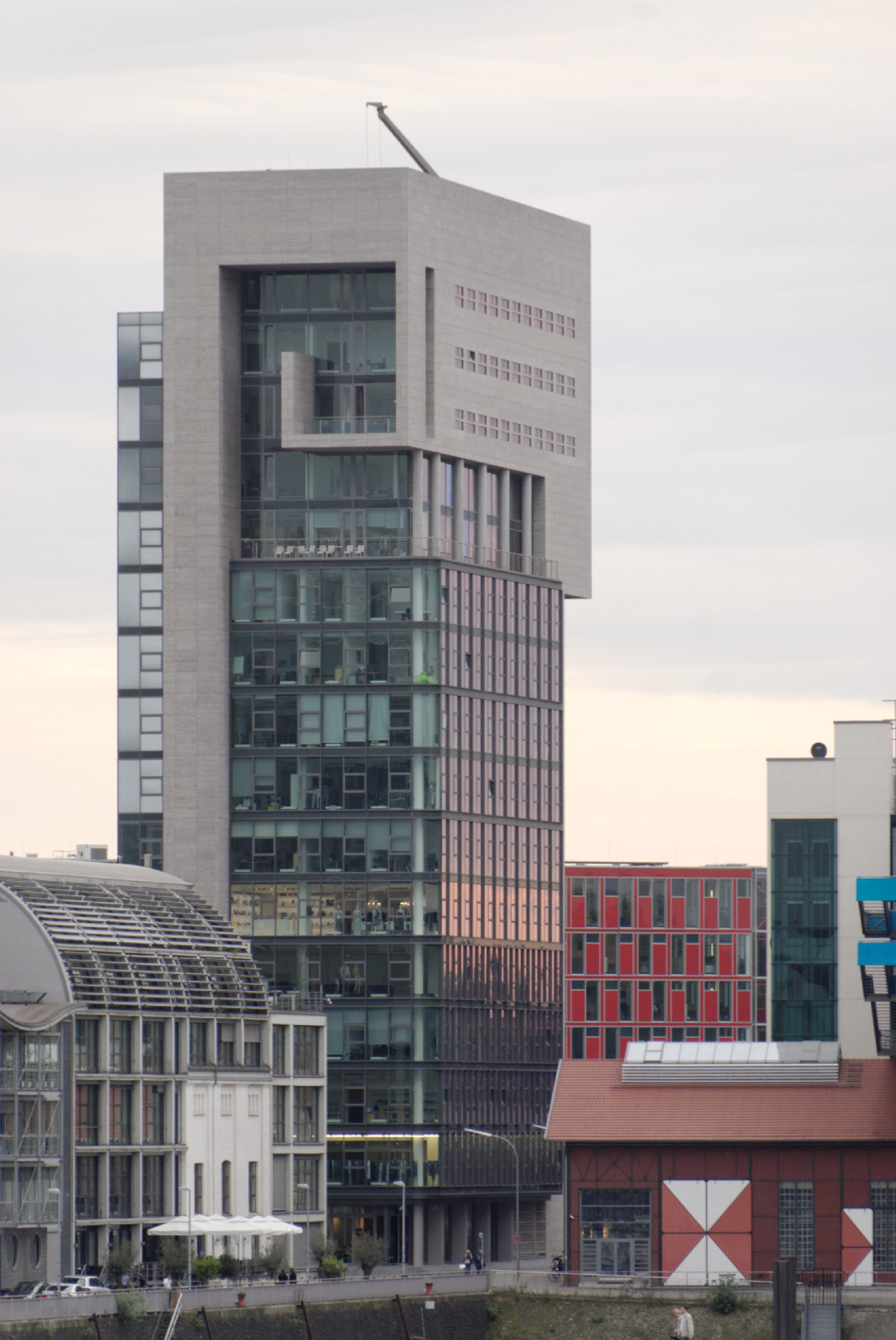
DOCK, Düsseldorf